# Kanzu

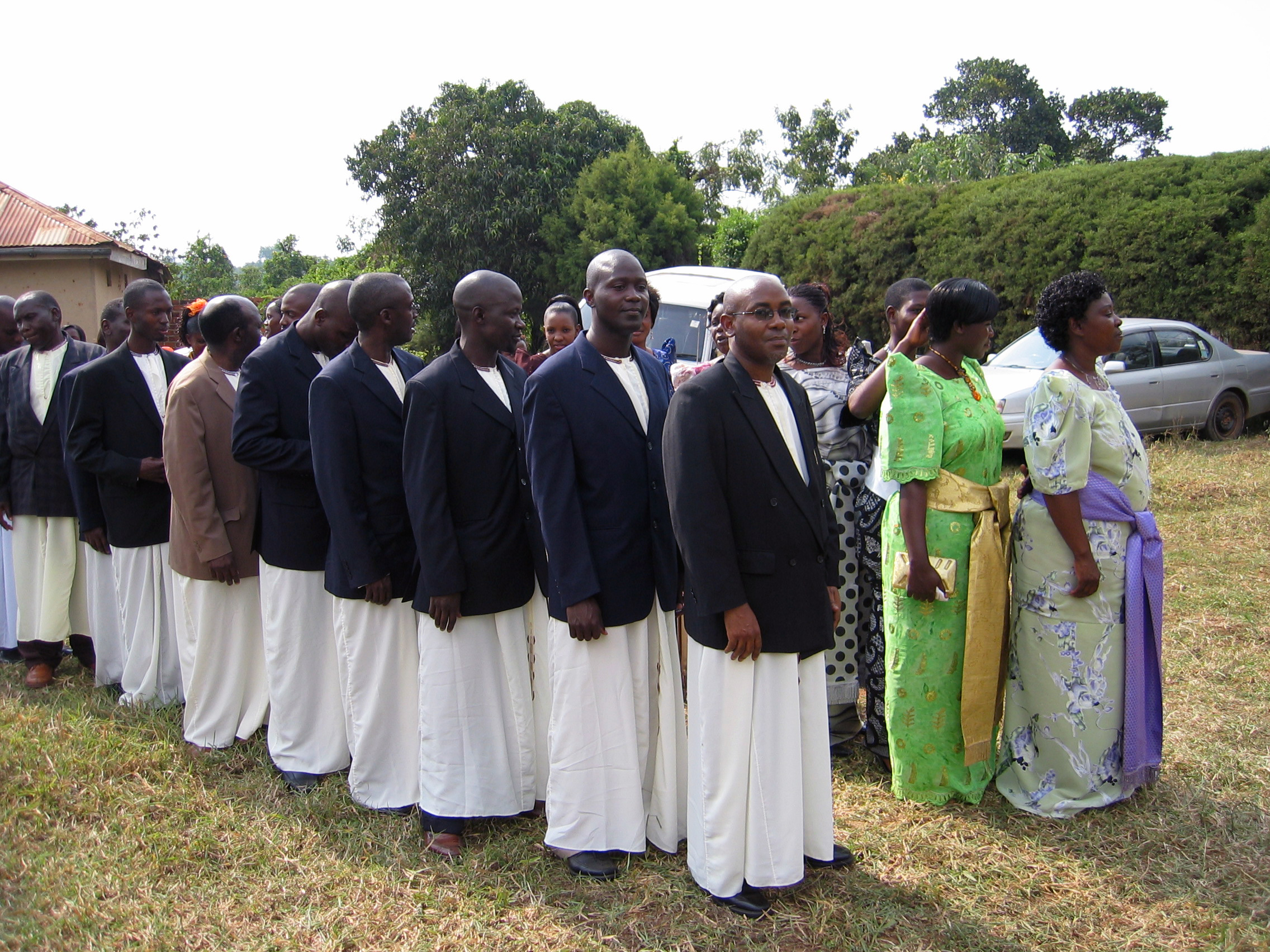
Uomini che indossano il kanzu in occasione di un matrimonio a Kampala (Uganda)

Il kanzu è un vestito maschile tipico della regione dei grandi laghi africani. È nero e bianco ed è una sorta di veste lunga fino ai piedi.

## Diffusione
È considerato il vestito maschile nazionale in Tanzania e nelle Comore, ma è tipico anche del Uganda e diffuso in Kenya.